# Торрацца-Косте
Торрацца-Косте (итал. Torrazza Coste) — коммуна в Италии, располагается в регионе Ломбардия, подчиняется административному центру Павия.
Население составляет 1517 человек, плотность населения составляет 95 чел./км². Занимает площадь 16 км². Почтовый индекс — 27050. Телефонный код — 0383.